# NGC 4198
NGC 4198 је лентикуларна галаксија у сазвежђу Велики медвед која се налази на NGC листи објеката дубоког неба.
Деклинација објекта је + 56° 0' 42" а ректасцензија 12h 14m 21,8s. Привидна величина (магнитуда) објекта NGC 4198 износи 13,7 а фотографска магнитуда 14,6. NGC 4198 је још познат и под ознакама IC 778, UGC 7246, MCG 9-20-123, CGCG 269-45, PGC 39090.